# Календар избора и референдума 2012.
Календар избора 2012. је списак непосредних државних избора и референдума у свету у 2012. години.

## Јануар
- 15. јануар: Казахстан - Парламент
- 22. јануар: Хрватска - Референдум
- 22. јануар: Финска - Председник (1. круг)
- 29. јануар: Камбоџа - Сенат

## Фебруар
- 5. фебруар: Финска - Председник (2. круг)
- 12. фебруар: Туркменистан - Председник
- 26. фебруар: Сенегал - Председник (1. круг)
- 26. фебруар: Сирија - референдум

## Март
- 2. март: Иран - Парламент (1. круг)
- 4. март: Русија - Председник
- 7. март: Белизе - Парламент
- 11. март: Ел Салвадор - Парламент
- 18. март: Немачка - Председник
- 25. март: Сенегал - Председник (2.круг)

## Април
- 22. април: Француска - Председник (1. круг)

## Мај
- 4. мај: Иран - Парламент (2. круг)
- 6. мај: Србија - Општи
- 6. мај: Француска - Председник (2. круг)
- 6. мај: Јерменија - Парламент
- 6. мај: Грчка - Парламент
- 7. мај: Сирија - Парламент
- 20. мај: Србија - Председник (2. круг)
- 30. мај: Албанија - Председник (1. круг)
- 31. мај: Ирска - Референдум
- мај: Буркина Фасо - Народна скупштина

## Јун
- 4. јун: Албанија - Председник (2. круг)
- 8. јун: Албанија - Председник (3. круг)
- 10. јун и 17. јун: Француска - Народна скупштина
- 11. јун: Албанија - Председник (4. круг)
- 17. јун: Грчка - Парламент
- 20. јун: Либија - Општи
- 30. јун: Исланд - Председник

## Јул
- 1. јул: Мексико - Председник и Парламент
- 1. јул: Мали - Парламент (1. круг)
- 8. јул: Камерун - Парламент
- 29. јул: Мали - Парламент (2. круг)

## Септембар
- 23. септембар: Белорусија - Парламент

## Октобар
- 1. октобар: Грузија - Парламент
- 7. октобар: Венецуела - Председник
- 7. октобар: Босна и Херцеговина - Локални
- 14. октобар: Црна Гора - Парламент
- 14. октобар: Литванија - Парламент
- 28. октобар: Украјина - Парламент
- октобар: Того - Парламент

## Новембар
- 6. новембар: САД - Председник
- 6. новембар: Палау - Предсдник и Парламент
- 11. новембар: Словенија - Председник
- 17. новембар: Сијера Леоне - Предсдник и Парламент

## Децембар
- 2. децембар: Буркина Фасо - Парламент
- 7. децембар: Гана - Председник (1. круг)
- 9. децембар: Румунија - Парламент
- 19. децембар: Јужна Кореја - Председник
- 28. децембар: Гана - Парламент и Председник (2. круг)